# World Cup USA '94
World Cup USA '94 är ett fotbollsspel utvecklat av US Gold för Sega Mega Drive, Sega CD, Super Nintendo Entertainment System, Master System, DOS, Game Boy och Game Gear, som släpptes 1994. Spelet använder officiella grupper, lag och det riktiga schemat för turneringen. PC och Mega CD-versionerna har digitaliserade stadionfotografier. Mega Drive-versionerna använde PolyGram Video-logotyperna över stadion, i form av reklamskyltar.
Spelet var det sista officiella VM-spelet innan Electronic Arts 1996 skaffade rättigheterna till FIFA Football-serien.

## Gameplay
Spelet syns ur fågelperspektiv. Matchernas längd kan ändras från en halv minut till 45 minuter. Slantsingling bestäms av 'hemmalaget' och sedan börjar spelet. Beroende på val före match, kan spelaren välja mindre dribblingskontroll (vilket resulterar i att matchbollen glider i samma riktning som spelaren rör sig); manuell målvaktskontroll där spelaren själv styr alla målvaktens räddningar och sparkar; bollfångstmetoder, där spelaren inte kan täcka bollen, vilket låter motståndaren rycka bort den utan att tackling krävs, man kan också spela utan tillbakapassningsregeln som förbjuder målvakten att ta en passning med handen, vilken infördes till VM 1994.
Om man väljer manuell målvaktskontroll, måste spelaren rädda genom att visa var motståndaren skall placera bollen, och hoppa i den denna riktning med knapparna. Likaså har utespelarna möjligheten att antingen passa bollen, sparka den (i försök att göra mål) eller lobba den. Frisparkar görs också med ovan nämnda alternativ. Däremot utförs straffsparkar på ett annorlunda sätt, mer likt spelet World Cup 98 där en svävande indikator rör sig från sida till sida för att ange riktningen för skott.
Bastaktik (eller förinställd taktik) och kan också anpassas innan spelet och kan ändras under spelet. Laguppställningarna, som dock inte är baserad på verklighetens spelare, bjuder på varierande egenskaper hos spelarna, och delas in i tre större färdigheter som snabbhet, dribblingskontroll och skyttenoggrannhet. Målvakterna har inga egna färdigheter, deras färdigheter kan tas från utespelare.

## Spelbara lag
- Sydkorea
- Saudiarabien
- Kamerun
- Nigeria
- Marocko
- Mexiko
- USA
- Brasilien
- Bolivia
- Argentina
- Colombia
- Italien
- Nederländerna
- Norge
- Grekland
- Ryssland
- Tyskland
- Sverige
- Bulgarien
- Irland
- Rumänien
- Spanien
- Belgien
- Schweiz
- Japan
- Kanada
- Australien
- England
- Skottland